# David Pryor
Pour les articles homonymes, voir Pryor.
David Pryor, né le 29 août 1934 à Camden (Arkansas) et mort le 20 avril 2024 à Little Rock (Arkansas), est un homme politique démocrate américain. 
Il est représentant de l'Arkansas entre 1966 et 1973, gouverneur du même État entre 1975 et 1979 et sénateur du même État entre 1979 et 1997.